# Robert van Leeuwen
Robert van Leeuwen is een Nederlands acteur.
Van Leeuwen was na zijn opleiding aan de Toneelschool van Arnhem onder andere te zien bij theatergezelschappen als het Noord Nederlands Toneel, Theater van het Oosten, Paardenkathedraal en Joop van den Ende Theaterproducties. Op televisie is hij vooral bekend door zijn rol als Matthijs Hoogenboom in Goede tijden, slechte tijden. Later volgden gastrollen in Westenwind en Flikken Maastricht.
Van Leeuwen is ook trainer en coach.

## Filmografie
- 12 steden, 13 ongelukken (1991) - Afl. Ken ik u niet ergens van?
- Unit 13 (1998) - Commissielid (Afl. Tot de dood ons scheidt)
- Goede tijden, slechte tijden (1998) - Matthijs Hoogenboom
- Westenwind (1999) - Constant de Bruyne (Afl. Een nieuwe liefde)
- Baantjer (2001) - Notaris Kranenburg (Afl. De Cock en de moord op de werf)
- Van Speijk (2006) - Wim Kamphuis (Afl. Engelen die vallen en opstaan)
- Flikken Maastricht (2007) - Juwelier (Afl. Een valse noot)